# Dussia sanguinea
Dussia sanguinea är en ärtväxtart som beskrevs av Ignatz Urban och Erik Leonard Ekman. Dussia sanguinea ingår i släktet Dussia och familjen ärtväxter. Inga underarter finns listade i Catalogue of Life.